# Дранж, Майкл Теодор
Майкл Теодо́р Дранж (род. 1934) — американский философ религии. Автор книг — по философии языка «Типовые пересечения» (англ. Type Crossings, 1966) и по философии религии «Неверие и зло: два аргумента в пользу несуществования Бога» (англ. Nonbelief and Evil: Two Arguments for the Nonexistence of God, 1998). Также им написаны несколько статей по атеизму и философии религии, в частности для некоммерческой образовательной организации «кафиры интернета» (Internet Infidels).

## Биография
В 1955 году получил степень бакалавра искусств в Бруклинском колледже.
В 1963 году получил докторскую степень по философии в Корнеллском университете.
В 1960-1962 годах преподавал философию в Бруклинском колледже, в 1962-1965 годах  в Орегонском университете, в 1965-1966 годах в Университете штата Айдахо, в 1966 по 2001 годах — профессор и затем — профессор-эмерит Университета Западной Виргинии, где преподавал философию.
Женат (с 1959 года), имеет 2 детей и 5 внуков.